# Escola Europea de Policia
L'Escola Europea de Policia o CEPOL (acrònim del francès Collège Européen de Police) és una agència de la Unió Europea (UE) que fomenta la cooperació transfronterera en la lluita contra la delinqüència.

## Història
Aquesta agència va ser creada pel Consell de la Unió Europea l'any 2001, esdevenint plenament operativa a partir de l'any 2005. Té la seu a la ciutat hongaresa de Budapest.

## Funcions
L'Escola està integrada per alts funcionaris de policia de tots els estats membres amb l'objectiu de fomentar la cooperació transfronterera en la lluita contra la delinqüència, el manteniment de la seguretat pública i la llei i l'ordre.
L'Escola organitza entre 80-100 cursos, seminaris i conferències per any. L'execució de les activitats es porta a terme en els centres nacionals de formació policial dels Estats membres i les activitats cobrixen una àmplia gamma de temes.
L'Escola compta amb un pressupost anual d'uns 7,5 milions d'euros (2007).
La Secretaria de la CEPOL és administrada per un Director Executiu, que és nomenat per a un període de quatre anys. El Director és responsable davant la Junta Directiva, que es compon de representants dels Estats membres de la UE, en general els directors dels centres nacionals de formació policial. El President de la Junta de Govern és un representant de l'Estat membre que exerceix la Presidència del Consell de la Unió Europea. La Junta de Govern es reuneix normalment quatre vegades a l'any i ha establert quatre comitès.